# Blas Galindo
Blas Galindo Dimas (født 3. februar 1910 i San Gabriel, Jalisco, Mexico – død 19. april 1993 i Mexico City, Mexico) var en mexicansk komponist, professor, rektor og lærer.
Galindo studerede komposition på det Nationale Musikkonservatorium i Mexico City hos Carlos Chavez, Candelario Huizar og Jose Rolon. Han studerede ligeledes hos Aaron Copland på Berkshire Music Center. Han var professor og lærer i komposition på det Nationale Musikkonservatorirum i Mexico City, og blev senere rektor. Galindo har skrevet mange orkesterværker, som f.eks. tre symfonier, kammermusik, instrumental værker, en elektrisk guitarkoncert etc. Han hører til de ledende komponister fra Mexico.

## Udvalgte værker
- Symfoni nr. 1 "Lille Symfoni" (1952) - for strygerorkester
- Symfoni nr. 2 (1957) - for orkester
- Symfoni nr. 3 (1961) - for orkester
- Guitarkoncert (1973) - for elektrisk guitar og orkester